# سیارک ۳۳۹۵
سیارک ۳۳۹۵ (به انگلیسی: 3395 Jitka، نامگذاری:1985UN) سه هزار و سیصد و نود و پنجمین سیارک کشف شده‌است که در ۲۰ اکتبر ۱۹۸۵ کشف شد.
قدر مطلق سیارک برابر ۱۱٫۷۰ است.